# Zoica pacifica
Espèce
Zoica pacifica est une espèce d'araignées aranéomorphes de la famille des Lycosidae.

## Distribution
Cette espèce est endémique de Majuro dans les îles Marshall,.

## Description
Le mâle holotype mesure 1,92 mm et la femelle paratype 1,84 mm, les mâles mesurent de 1,65 à 1,92 mm et les femelles de 1,77 à 2,30 mm.

## Étymologie
Son nom d'espèce lui a été donné en référence au lieu de sa découverte, l'océan Pacifique.

## Publication originale
- Framenau, Berry & Beatty, 2009 : Wolf spiders of the Pacific region: the genus Zoica (Araneae, Lycosidae). Journal of Arachnology, vol. 37, p. 225-231 (texte intégral).